# Набережная Массалитинова
Набережная Массалитинова — улица в исторической части Воронежа. Проходит по берегу реки Воронеж от Чернавского моста, как продолжение улицы Софьи Перовской, до Северного моста, за которым имеет продолжением Набережную Максима Горького. Протяжённость улицы около 3 км.
Считается одним из живописнейших мест города.

## История
Местность в районе улицы начала застраиваться ещё в XVII веке, превратившись к концу XIX столетия в густо заселённый район, жителями были, в основном, мелкие ремесленники, а также железнодорожные рабочие. Берег реки был занят лодками рыбаков, речных перевозчиков, прачками. Для купания была обустроена лишь одна купальня, оборудованные пляжи отсутствовали. Спуск к реке из города шёл труднопроходимыми тропами, что вызывало нарекания жителей к городским властям.
К началу XX века набережная получила наименование улица Берег реки.
В 1972 году береговая линия реки Воронеж изменилась в связи с организацией водохранилища. Подготовка к этому событию шла в конце 1960-х годов, было снесено 2,5 десятка жилых зданий на берегу. После заполнения водохранилища прибрежная местность во многих местах стала заболачиваться, и жителей с этих мест также пришлось переселять. Набережная была благоустроена, проезжая часть заасфальтирована, устроены гранитный парапеты, проведено озеленение, и в 1974 году Берег реки был переименован в набережную Будённого (1883—1973), в честь крупного советского военного деятеля времён Гражданской войны.
В 1981 году улица была выделена из Набережной Будённого. Ранее, в 1980 году, имя Массалитинова получила улица — жилая зона вдоль набережной. При утверждении в 1981 году новых названий набережных, горисполком отменил свое предыдущее решение, однако в реальности имя Массалитинова осталось и в названии улицы.
В 1986 году был открыт Северный мост.
Современное название дано в память уроженца Воронежа советского композитора Константина Ираклиевича Массалитинова (1905—1979), народного артиста СССР, одного из основателей Воронежского государственного русского народного хора и его руководителя (ныне хор носит его имя). Константин Ираклиевич любил приречную местность города, связанную у него с детскими и юношескими воспоминаниями.
Вдоль Набережной Массалитинова сохранились единичные здания из застройки XIX — начала XX века (д. 20, д. 24). Набережная постепенно застраивается современными зданиями. С 2010 года ведётся строительство современной автомобильной дороги по линии набережной с превращение её в одну из главных транспортных магистралей города].